# Heteropsomys insulans
Heteropsomys insulans е изчезнал вид бозайник от семейство Бодливи плъхове (Echimyidae).

## Разпространение
Видът е бил разпространен в Пуерто Рико.